# Vagn Birkeland
Vagn Birkeland (ur. 15 marca 1926 w Sønderborg, zm. 15 czerwca 2022) – duński piłkarz grający na pozycji napastnika. W swojej karierze rozegrał 5 spotkań w reprezentacji Danii.

## Kariera reprezentacyjna
W reprezentacji Danii Birkeland zadebiutował 31 października 1954 w przegranym 0:1 towarzyskim meczu z Norwegią. Swoją jedyną bramkę w reprezentacji strzelił 13 marca 1955 w zremisowanym 1:1 towarzyskim meczu z Holandią.